# Pauluskerk (Halle)
De Pauluskerk (Duits: Pauluskirche) is een protestants kerkgebouw in de Duitse stad Halle (Saksen-Anhalt). De kerk staat op een prominente en centrale locatie midden in het Paulusviertel, de wijk die werd vernoemd naar de kerk.

## Geschiedenis
De eerstesteenlegging van het kerkgebouw vond plaats op 22 oktober 1900, op de verjaardag van keizerin Auguste Victoria. Op 6 september 1903 werd de kerk in aanwezigheid van de keizerin ingewijd, die aan de financiering van het gebouw zelf een deel had bijgedragen.
Tijdens de beide wereldoorlogen werd het gebouw in 1917 en 1942 beroofd van de drie klokken en de koperen dakbedekking. In 1956 werden drie nieuwe klokken opgehangen.
De Pauluskerk staat op een 10 meter hoge porfierheuvel, die men de Hasenberg noemt. De architecten van het bouwwerk waren Oskar Hoßfeld, Richard Schultze en Johann Matz. De vensters zijn een ontwerp van de Berlijnse binnenarchitect en kunstschilder August Oetken.

## Bouwbeschrijving
De plattegrond van de Pauluskerk is kruisvormig, waarbij de kruisarmen in verhouding tot de hoogte van het bouwwerk zeer kort zijn vormgegeven. De noordelijke kruisarm is tegelijk de altaarruimte en heeft de vorm van een 5/8 achthoek. Boven de viering rijst een machtige vieringstoren op tot een hoogte van 60 meter. De toren wordt door vier kleinere traptorentjes omgeven. De locatie van de kerk op een verhoging en de brede, naar de hoofdingang leidende, trap versterken de monumentale werking van het gebouw.
Het koepelvormige gewelf onder de viering hebben in verbinding met de korte kruisarmen een centraliserende ruimtewerking. De zijarmen van de kerk zijn voorzien van kruisribgewelven, de koepel heeft een stergewelf.
Het kerkgebouw is een echte protestantse preekkerk en biedt plaats aan 995 gelovigen. Boven de hoofdingang bevindt zich de orgelgalerij. In de vleugels van het transept liggen eveneens galerijen.
Buiten en binnen werd de kerk in de stijl van de Noord-Duitse baksteengotiek gebouwd. Het neogotische interieur is grotendeels bewaard gebleven. Van de neogotische beschildering van August Oetken is helaas veel verloren gegaan. De schilderijen in de altaarruimte en op de balustrade van de orgelgalerij werden in de jaren 1970 net als het interieur wit overgeschilderd. Sinds 2003 is de beschildering van de muren van het interieur zoveel mogelijk in oorspronkelijke staat gereconstrueerd.

## Orgel
Van het oorspronkelijke orgel van de gebroeders Rühlmann uit Zörbig uit 1903 is alleen de orgelkas nog aanwezig. Het huidige orgel stamt uit de in de jaren 1960 geprofaniseerde Stefanuskerk. Dit orgel was gebouwd in 1893, eveneens door de gebroeders Rühlmann. Het instrument werd in 1942 door de orgelbouwer Schuke vergroot tot 41 registers. In de jaren 1994-1996 werd het orgel door de orgelbouwfirma Hildebrandt (Halle) aangepast en gerestaureerd. Eveneens werd een elektrische speeltafel ingebouwd.